# Gulf (Karolina Północna)
Gulf – jednostka osadnicza w Stanach Zjednoczonych, w stanie Karolina Północna, w hrabstwie Chatham.